# メディックスエンタテインメント
medix株式会社 (medixInc.) は、東京都港区元赤坂に拠点を置く危機管理コンサルティング事業、メディア制作を手掛ける企業。

## 概要
2010年（平成22年）港区赤坂7丁目で創業。設立15周年を迎えた現在、「脱・代理店業」を掲げ、危機管理コンサルティングを主軸とした事業へと転換を進めています。政界・財界との強固なネットワークを活かし、メディア対応、デジタル戦略、YouTube制作、危機管理、上場支援まで多岐にわたる施策を展開。企業理念は「ずっと支える。もっと役立つ。」です。また、代表が師事した亀井静香 氏との対談番組「 亀井静香 甘辛放談」を年2回制作。FM北海道では「YOUとすぐイノベーション」や「プライムイノベーション」などの番組も手がけています。

## 事業領域
- 危機管理コンサルティング業務
- テレビ、ラジオ、新聞、雑誌、インターネット等による広告代理店業務
- イベントの企画、制作、実施
- 出版物の企画、制作、販売
- TV、映画等の映像の企画、制作、販売
- タレントのマネジメント業務
- スタートアップ企業むけコンサルティング業